# Euphylidorea insularis
Euphylidorea insularis är en tvåvingeart som först beskrevs av Johnson 1913.  Euphylidorea insularis ingår i släktet Euphylidorea och familjen småharkrankar.
Artens utbredningsområde är Bermuda. Inga underarter finns listade i Catalogue of Life.